# Градски стадион у Сувој Реци
Градски стадион у Сувој Реци (алб. Stadiumi i Qytetit të Suharekës) је фудбалски стадион у Сувој Реци. Тренутно се углавном користи за фудбалске утакмице, док је такође дом ФК Балкани који игра у Суперлиги Републике Косово.